# Josef Valčík

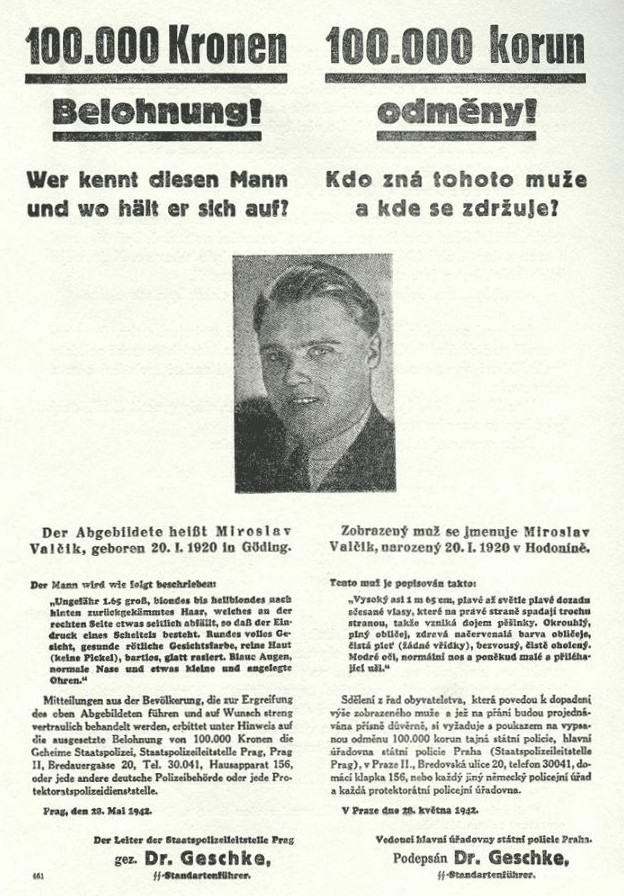
Affiche de récompense pour Josef Valčík

Josef Valčík, né le 2 novembre 1914 à Valašské Klobouky et mort le 18 juin 1942 à Prague, est un soldat et résistant tchécoslovaque. Il est impliqué dans l'opération Anthropoid en 1942, opération durant laquelle Josef Valčík est chargé de prévenir Jan Kubiš et Jozef Gabčík de l'arrivée de Reinhard Heydrich avec un miroir. Bien que Reinhard Heydrich, SS-Obergruppenführer, chef du Reichssicherheitshauptamt (le RSHA est l'Office central de la sécurité du Reich, l'autorité de tutelle — entre autres — de la Gestapo) et le « vice-gouverneur de Bohême-Moravie » ne soit pas tué directement pendant cette opération, ce dernier décédera quelques jours plus tard des suites de ses blessures. 
Trahis par Karel Čurda, la Gestapo obtient les noms des contacts locaux de l'équipe, les membres de la famille Moravec. Sous la torture Ata Moravec finit par révéler le lieu où se cachent les membres du commando ayant tenté d'assassiner Reinhard Heydrich, à savoir Jan Kubiš et Jozef Gabčík ainsi que plusieurs de leurs camarades, Josef Valčík, Adolf Opàlka, Jan Hruby, Jaroslav Svarc et Josef Bublik. Après plusieurs heures de combat, trois d'entre eux sont tués tandis que les quatre derniers, dont Josef Valčík, se suicident. 